# Diorocetus
Diorocetus — вимерлий рід вусатих китів, що належить до родини Diorocetidae. Скам'янілості знайдені в морських шарах міоценового віку в Північній Америці та Японії.